# Las Czeski
Las Czeski (czes. Český les, Českoleská oblast, niem. Oberpfälzer Wald lub Böhmischer Wald na stronę czeską) – makroregion o charakterze wyżynno-górskim na granicy Czech i Bawarii. Dla części niemieckiej używany jest wariantowy egzonim Las Górnopalatynacki. W Czechach odróżnia się makroregion Las Czeski (cz. Českoleská oblast) oraz stanowiący jego najwyższą część mezoregion Las Czeski (cz. Český Les).

## Geografia
Las Czeski jest długim na 100 km pasmem górskim znajdującym się na zachodnim skraju Masywu Czeskiego między miejscowościami Furth im Wald na południu a Waldsassen na północy. Jedynie dwa szczyty przekraczają 1000 m: Čerchov (niem. Schwarzkopf, 1042 m) i Skalka (1005 m). Głównymi skałami budującymi region są gnejsy porozdzielane granitowymi intruzjami.
Od Smreczan oddziela go Bruzda Naaby-Odravy (niem. Naab-Wondreb-Senke) i Kotlina Chebska (cz. Chebská Pánev, niem. Egerbecken). Od wschodu graniczy z Wyżyną Karlowarską i Wyżyną Berounki. Od Południa od Szumawy jest oddzielona Wyżyną Všerubską (cz. Všerubská vrchovina, niem. Cham-Furth-Senke). Od zachodu sąsiaduje ze Wzgórzami Górnopalatynacko-Górnomeńskimi stanowiącymi wschodni skraj Basenu Szwabsko-Frankońskiego.
Na makroregion Czeski Las/Las Górnopalatynacki składają się następujące mezoregiony:
- Czeski Las właściwy (cz. Český les) stanowiący graniczne pasmo górskie. Po stronie bawarskiej określany jako Tylni Las Górnopalatynacki (niem. Hinterer Oberpfälzer Wald). Na całej swojej długości osiąga wysokości bezwzględne 600–1042 m n.p.m. Jest silnie zalesiony i słabo zaludniony.
- Pogórze Czeskoleskie (cz. Podčeskoleská pahorkatina) ograniczające region od wschodu. Jest to pagórkowaty teren rolniczo-leśny o wysokościach 400–679 m n.p.m.
- Przedni Las Górnopalatynacki (niem. Vorderer Oberpfälzer Wald) ograniczający region od zachodu. Wysokości bezwzględne wahają się między 400 a 708 m n.p.m., a Góry Naabskie (Naabgebirge) znajdują się na zachód od rzeki Naab będąc oddzielonymi przez jej przełomową dolinę od reszty gór. Jest to teren rolniczo-leśny o stosunkowo większym zagęszczeniu ludności/
- Wyżyna Všerubska rozdziela Las Czeski od Szumawy. Osiąga wysokości 400–751 m n.p.m., tu też znajduje się największa miejscowość całego regionu, Cham.

Obszar jest znany z zamków, dolin, formacji skalnych, kapliczek. Charakterystyczna sieć osadnicza, która przetrwała szczególnie w Przednim Lesie Górnopalatynackim, składa się z rolniczych wysp otoczonych lasem, powstałych w wyniku krudowania.

## Przyroda

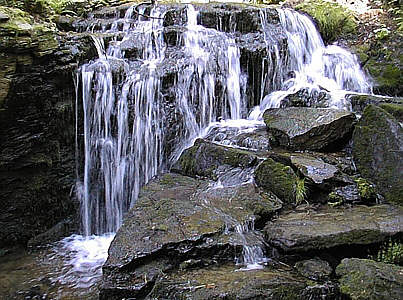
Wodospad Muglbach w północnej części Lasu Czeskiego

Słabe uprzemysłowienie i stosunkowo słaba gęstość zaludnienia powodują, że jest to obszar ciekawy przyrodniczo. Dużą część Lasu Czeskiego porastają bory świerkowe, wprowadzone sztucznie przez gospodarkę leśną. Wcześniej w lesie dominowały buczyny oraz lasy jodłowo-bukowe. Fauna regionu jest typowa dla środkowoeuropejskich gór niskich. Występują więc zwierzęta takie jak wydra, bóbr, jeleń. Sporadycznie spotyka się też rysie
Najcenniejsze przyrodniczo fragmenty chronią rezerwaty przyrody. Ponadto po stronie niemieckiej niemal całe góry znajdują się na terenie Parku Krajobrazowego Lasu Górnopalatynackiego (niem. Naturpark Oberpfälzer Wald), Parku Krajobrazowego Północnego Lasu Górnopalatynackiego (niem. Naturpark Nördlicher Oberpfälzer Wald) oraz częściowo Parku Krajobrazowego Górnego Lasu Bawarskiego (niem. Naturpark Oberer Bayerischer Wald), natomiast po stronie czeskiej powołano Obszar Chronionego Krajobrazu Lasu Czeskiego (cz. Chráněná krajinná oblast Český les).

## Historia

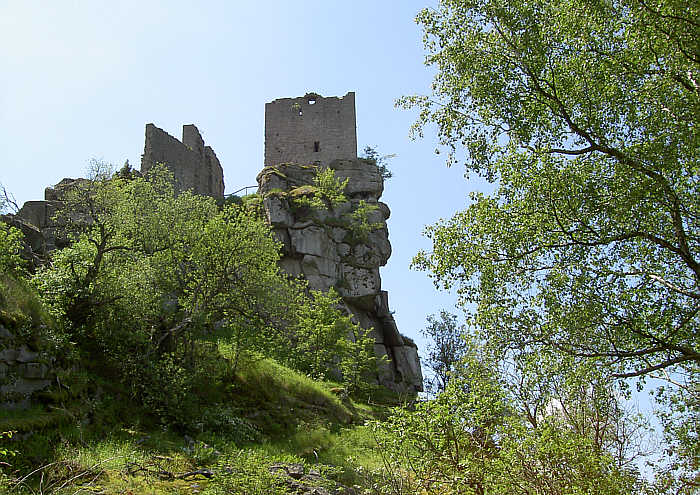
Ruiny zamku Flossenbuerg

W średniowieczu kraina stanowiła słabo zaludnione pogranicze między ludnością słowiańską i germańską, oddzielając Czechy od Bawarii. Początkowo mianem „Lasu Czeskiego” (Böhmerwald) określano łącznie Las Czeski i Szumawę. Szerszą akcję kolonizacyjną władcy tych państw rozpoczęli dopiero w XII wieku, w ramach umacniania swoich granic. Wzdłuż podgórza po stronie czeskiej osiadali Chodowie, których lokalne tradycje przetrwały do dziś w okolicach Domažlic w regionie etnograficznym Chodsko.
W XVIII wieku Habsburgowie zainicjowali kampanię osadniczą, zwiększając w ten sposób udział ludności niemieckojęzycznej. Ta przywędrowała głównie z sąsiednich regionów Bawarii i Austrii. Osadnicy przyczynili się do rozwoju przemysłu w regionie, wyrabiając przede wszystkim szkło, porcelanę i tekstylia. Innymi zajęciami miejscowej ludności było rolnictwo i leśnictwo.
W XIX wieku nastąpiło odrodzenie narodowe Czechów, w którym Chodowie uzyskali symboliczny status, jako najbardziej na zachód wysunięta czeska grupa etniczna, której utrzymanie słowiańskiej tożsamości wiązano z ich średniowieczną misją strażników granicznych. Nieco później, w 1871 roku nastąpiło zjednoczenie Niemiec, w wyniku którego Bawaria weszła w skład nowego państwa federalnego.
Ten stan rzeczy zmienił się po I wojnie światowej, w wyniku której powołano Czechosłowację, a Niemcy stały się republiką. To nie podobało się miejscowej ludności niemieckojęzycznej i sprowokowało aneksję regionu przez III Rzeszę w 1938 roku. W czasie dyktatury narodowosocjalistycznej ludność czeska była prześladowana, co zaowocowało samosądami po klęsce III Rzeszy w II wojnie światowej, a następnie wypędzeniem ludności niemieckojęzycznej. Ponieważ w wyniku zamachu stanu w 1948 roku władzę w kraju objęli komuniści, kraina stanowiła część Żelaznej Kurtyny. Władze czechosłowackie zadecydowały o niezasiedlaniu pasa granicznego i wyburzyły większość poniemieckich wsi.

## Turystyka
Las Czeski posiada dobrze rozwiniętą infrastrukturę turystyczną. Oprócz atrakcji przyrodniczych zachowały się zabytki świadczące o długich dziejach regionu. Okolice Domažlic są znane ze swojej stosunkowo dobrze zachowanej kultury ludowej. Do ciekawszych miejscowości należą:
- Bor u Tachova
- Domažlice
- Falkenberg
- Horšovský Týn
- Kladruby u Stříbra
- Mariańskie Łaźnie (cz. Mariánské Lázně)
- Moosbach
- Neustadt an der Waldnaab
- Niedermurach
- Pleystein
- Stříbro
- Tachov
- Tirschenreuth
- Walderbach
- Waldsassen